# 72 del Serpentari
72 del Serpentari (72 Ophiuchi) és un estel situat en la constel·lació del Serpentari. Amb magnitud aparent +3,72, és la desena més brillant en la seva constel·lació i la primera entre elles que manca de denominació de Bayer. En el passat va ser l'estel més prominent de la constel·lació de Tigris —que representava al riu amb el mateix nom—, avui descartada.
72 del Serpentari és una subgegant blanc de tipus espectral A4IVs. Amb una temperatura efectiva de 8260 K, és unes 17 vegades més lluminosa que el Sol. A partir de la mesura indirecta del seu diàmetre angular, 0,74 ± 0,03 mil·lisegons d'arc, es pot estimar el seu veritable diàmetre, i aquest és 2,1 vegades més gran que el diàmetre solar. Gira sobre si mateix amb una velocitat de rotació igual o major de 65 km/s. La seva edat estimada és de 340 milions d'anys.
La composició química de 72 del Serpentari és diferent de la del Sol. D'una banda, mostra una abundància relativa de ferro una mica superior a la del Sol ([Fe/H] = +0,09), però certs elements són «sobreabundants» en relació als paràmetres solars. En concret, itri i sodi són gairebé tres vegades més abundants que en el nostre estel ([Na/H] = +0,46). Per contra, el seu contingut de coure és només la meitat que en el Sol.
72 del Serpentari sembla tenir dos companys estel·lars. La primera d'ells, 5,2 magnituds més tènue que l'estel principal, està separat visualment d'ell 24,83 segons d'arc. La segona, 8,1 magnituds més tènue, està separada 24,20 segons d'arc. El sistema es troba a 87 anys llum del sistema solar.